# مصطفی قریشی
مصطفی قریشی (انگلیسی: Mustafa Qureshi؛ زادهٔ ۱۱ مهٔ ۱۹۳۸) هنرپیشه اهل پاکستان است.
از فیلم‌ها یا برنامه‌های تلویزیونی که وی در آن نقش داشته‌است می‌توان به شیر خان و ظل شاه و سلطنت اشاره کرد.